# Steinar Ege
Steinar Ege  (ur. 10 kwietnia 1972 w Kristiansand) – norweski piłkarz ręczny, wielokrotny reprezentant kraju, bramkarz. Obecnie występuje w duńskim AG Kopenhaga. Jego żoną jest Lene Andersen także piłkarka ręczna.

## Kluby
- Kristiansands IF
- Oyestad IF
- Stavanger IF
- Viking HK
- VfL Gummersbach
- THW Kiel
- CBM Galdar
- VfL Gummersbach
- FCK Håndbold
- AG Kopenhaga

## Sukcesy
- 2000: finalista Ligi Mistrzów
- 2000: puchar Niemiec
- 2000, 2002: mistrzostwo Niemiec
- 2002: puchar EHF
- 2010: puchar Danii
- 2012: 3. miejsce w Final Four Ligi Mistrzów